# Torre dell'Ammiraglio
La Torre civica di Leinì è una storica torre situata nel comune di Leini (città metropolitana di Torino).
Il suo nome ricorda Andrea Provana di Leinì, noto ammiraglio del Regno sabaudo che prese parte alla battaglia di Lepanto e che probabilmente nacque all'interno dell'edificio. Elemento storico tra i più caratteristici del paese, è localizzata all'interno di piazza Vittorio Veneto.

## Storia
Si crede che l'edificio risalga al XIII secolo, in pieno Basso Medioevo. Gli scrittori piemontesi Goffredo Casalis e Antonino Bertolotti ne parlarono nelle proprie opere, descrivendola nel modo nel quale appariva durante il loro periodo, ossia l'Ottocento. Oltre a loro, altre fonti che parlano della torre sono rare e spesso incerte; si crede però che, nel corso del tempo, abbia avuto prevalentemente una funzione di avvistamento su un vasto territorio, cosa che si può intuire notando la sua altezza (ovvero più di 30 metri). Tuttavia, non c'è da escludere la possibilità che sia stata anche una struttura di difesa nel periodo medievale, dato che il territorio leinicese si trovava all'epoca su quello che era il confine del Marchesato del Monferrato, motivo per il quale era a rischio di incursioni da parte delle truppe degli altri signori locali.
Nonostante il nome che starebbe a ricordare il celebre ammiraglio dei Provana, è probabile che la struttura non fosse sin dalle origini un possedimento dell'omonima famiglia piemontese. A supporto di tale ipotesi è il fatto che diversi documenti attribuiscono la torre a un folto numero di eredi e non un unico ceppo famigliare, cosa che lascia sospetti su chi era il vero e primo proprietario della struttura.

## Descrizione
La torre è alta 33 m, ha una struttura a pianta quadrata ed è realizzata principalmente in mattoni. Particolare anche il fatto di trovarsi posizionato proprio accanto al Castello dei Conti Provana, altro edificio storico di rilevante importanza per la storia del paese leinicese e sempre attestato all'omonima nobile famiglia. Ad oggi è possibile visitarla all'interno solamente in rare occasioni, che solitamente offrono la possibilità di salire fino in cima, nel quale si riesce avvistare sia il paesaggio leinicese che quello dei comuni nelle vicinanze, tra i quali la città Torino.

## Restauro
Nel 2016 sono stati avviati e conclusi dei processi di restauro, all'epoca necessari a causa della critica situazione dell'interno dell'edificio; la struttura presentava principalmente alcune infiltrazioni provenienti dal tetto che erano arrivate fino ai muri, cosa che favorì il crearsi di alcuni muschi. Oltre a ciò, è stata anche rifatta la scala interna, che è stata resa più stabile. Quando i lavori furono completati la torre fu aperta per un breve periodo di tempo al pubblico.